# Eublemma daphoena
Eublemma daphoena là một loài bướm đêm trong họ Erebidae.